# Matías Dituro
Matías Ezequiel Dituro Curto  (Bigand, Argentina, 8 de mayo de 1987) es un futbolista argentino nacionalizado chileno y con ascendencia italiana que se desempeña como portero en el Elche C. F. de la Primera División de España.

## Trayectoria

### Inicios
A los catorce años, comenzó a jugar como portero, tras toda su infancia siendo jugador de campo. Su carrera empieza con dieciséis años en las inferiores del Independiente Fútbol Club de Bigand, Santa Fe, Argentina, pasando después al Club Almagro, en calidad de préstamo; pero a inicios de la temporada 2009 volvió al equipo que lo vio nacer. En el 2010 da un salto en su carrera al ser fichado por el Colegio Nacional de Iquitos de la Primera División del Perú, donde se ganó la titularidad, teniendo grandes actuaciones.
Llegó al Deportivo Alavés en el mercado de invierno de la temporada 2010-2011 y en el primer partido que jugó con los vitorianos frente al Real Sporting B en el estadio de Mendizorrotza jugó como titular y logró parar un penalti en los últimos minutos del encuentro que el Alavés ganó 2 a 0. Matías Dituro no ha arrancado con buen pie su experiencia en el Celta B. El portero argentino, que en verano aceptó su salida del Deportivo Alavés tras conocer que no contaba para el club debido a su alta ficha. 
Regresó a su país natal para jugar por Douglas Haig en la Primera B Nacional, y luego por Club Atlético Guillermo Brown del Torneo Federal A en julio de 2013.
En 2014 llega al Club Aurora de Bolivia, donde adquiere fama de atajapenales, para luego pasar al Jorge Wilstermann. En el segundo semestre de 2015, es fichado por Deportes Antofagasta, regresando a Bolivia en enero de 2017 para fichar por Bolívar.

### Universidad Católica
Tras la llegada de Beñat San José al cuadro cruzado, el cual lo dirigió en Club Deportes Antofagasta, Dituro firmó con Universidad Católica tras su paso por Club Bolívar. Su traspaso fue en condición de préstamo con opción de compra. El 2 de diciembre de ese mismo año, logró su primer título en el futbol chileno al ganar la Primera División de Chile 2018 con Universidad Católica y a fin de año Católica compró su pase por alrededor del millón de dólares. Dituro fue escogido como mejor arquero y formó parte del equipo ideal de la primera división por parte de El Gráfico.
Al año siguiente, ganó la Supercopa de Chile 2019, y a fines de temporada festejó un bicampeonato al quedarse con la copa de la Primera División de 2019. En febrero de 2021, se celebró un tricampeonato con Universidad Católica al ganar el campeonato Primera División de 2020. Dituro fue una de las principales figuras de Universidad Católica en la obtención de la primera división, siendo premiado como Mejor arquero, botín de oro al mejor jugador, mejor jugador extranjero y parte del equipo ideal por parte de El Gráfico y La Tercera. Posteriormente, en marzo ganó Supercopa de 2020, tras el triunfo de su club 4 a 2 frente a Colo Colo. Tras partir de la Universidad Católica, el club se coronó tetracampeón del torneo nacional de 2021, título en que Dituro también formó parte, sumándose a la ediciones ganadas de 2018, 2019, 2020 y 2021.

### Celta de Vigo
El 8 de julio de 2021, fue enviado a préstamo al Celta de Vigo  para la temporada 2021-22 con opción de compra. Fue fichado por su compatriota Eduardo Coudet en sustitución del retirado Sergio Álvarez. En su segundo partido con el Celta el 23 de agosto, detuvo un penalti de Rubén García y mantuvo la portería en cero en el empate 0 a 0 de su club con Osasuna.
El 17 de septiembre, volvería a atajar otro penal esta vez a Salvi Sánchez en la derrota por 2 a 1 de su club ante Cádiz. Cuatro días después en la victoria de Celta por 2 a 0 ante el Levante F. C. le atajaría un penal a Roger Martí. Su último penal atajado sería en el parcial 1 a 1 de su club ante el Real Madrid, donde Karim Benzema anotaría dos de los tres penales pitados en dicho partido que culminó en la derrota de su club por 2 a 1.
En dicha temporada 2021-22, se convirtió en el primer arquero de Celta de Vigo que ataja cuatro penaltis en una misma temporada. Pese a tener un buen desempeño, por temas de la edad, el club decide no ejecutar la opción de compra, volviendo a Universidad Católica.

### Retorno a Universidad Católica
Luego de que Celta de Vigo no hizo válida la opción de compra, el 20 de junio de 2022 retornó a las prácticas con Universidad Católica. El 1 de julio, el club confirmó su continuidad para la temporada 2022 junto con la extensión de su vínculo contractual hasta diciembre de 2025.
Para la temporada 2023 el 27 de diciembre de 2022 tras la salida de José Pedro Fuenzalida, Universidad Católica confirma que él será el nuevo capitán del club, rompiendo con la regla de que el dueño de la jineta sería un jugador formado en casa. El 7 de febrero de 2023, recibió su carta de nacionalización chilena. En julio del mismo año, tras manifestar su deseo de, nuevamente, intentar realizar su carrera en el fútbol europeo, el gerente técnico de Universidad Católica José María Buljubasich comunica su salida como jugador libre. Este movimiento significó que el portero no fuera considerado por el cuerpo técnico dirigido por Ariel Holan, para la fecha contra C. D. P. Curicó Unido, debido a la traición de salir en un momento complicado del club.

### Fatih Karagümrük SK
El 20 de julio de 2023 es anunciado como nuevo jugador del Fatih Karagümrük SK turco.

### Elche C. F.
El 8 de enero de 2024 se anuncia su contratación para el Elche C. F. de España, con el cual compite en la Segunda División de España.En su segunda temporada con el club franjiverde, logra el ascenso a la primera división española obteniendo el Trofeo Zamora, e hizo que el club fuera el que menos goles encajó durante la temporada 2024-25.

## Récord mundial
Matías Dituro tiene el récord mundial de ser el arquero que más penales atajó en un torneo, atajando siete de ocho penales, superando de esa manera al portero argentino Ubaldo Fillol.
Los siete penales atajados en el torneo de clausura de 2014 jugando para Club Aurora fueron a: Juan Miguel Callejón (Bolívar), Gerardo García Berodia (Wilstermann), José Alfredo Castillo (Guabirá), Daniel Vaca (The Strongest), Sergio Almirón (Blooming), Juan Carlos Arce (Bolívar) y Gualberto Mojica (Oriente Petrolero). 

## Estadísticas

### Clubes
| Club                             | Div.          | Temporada     | Liga  | Liga  | Copas nacionales | Copas nacionales | Torneos internacionales | Torneos internacionales | Total | Total |
| Club                             | Div.          | Temporada     | Part. | Goles | Part.            | Goles            | Part.                   | Goles                   | Part. | Goles |
| -------------------------------- | ------------- | ------------- | ----- | ----- | ---------------- | ---------------- | ----------------------- | ----------------------- | ----- | ----- |
| C. N. I. · Perú                  | 1.ª           | 2010          | 37    | -56   | —                | —                | —                       | —                       | 37    | -56   |
| C. N. I. · Perú                  | Total club    | Total club    | 37    | -56   | 0                | 0                | 0                       | 0                       | 37    | -56   |
| Deportivo Alavés · España        | 2.ª B         | 2010-11       | 12    | -16   | —                | —                | —                       | —                       | 12    | -16   |
| Deportivo Alavés · España        | Total club    | Total club    | 12    | -16   | 0                | 0                | 0                       | 0                       | 12    | -16   |
| R. C. Celta de Vigo "B" · España | 2.ª B         | 2011-12       | 15    | -16   | —                | —                | —                       | —                       | 15    | -16   |
| R. C. Celta de Vigo "B" · España | Total club    | Total club    | 15    | -16   | 0                | 0                | 0                       | 0                       | 15    | -16   |
| Douglas Haig Argentina           | 2.ª           | 2012-13       | 3     | -7    | 1                | -3               | —                       | —                       | 4     | -10   |
| Douglas Haig Argentina           | Total club    | Total club    | 3     | -7    | 1                | -3               | 0                       | 0                       | 4     | -10   |
| Guillermo Brown Argentina        | 3.ª           | 2013          | 13    | -17   | —                | —                | —                       | —                       | 13    | -17   |
| Guillermo Brown Argentina        | Total club    | Total club    | 13    | -17   | 0                | 0                | 0                       | 0                       | 13    | -17   |
| Aurora · Bolivia                 | 1.ª           | 2014          | 19    | -25   | 3                | -2               | —                       | —                       | 22    | -27   |
| Aurora · Bolivia                 | Total club    | Total club    | 19    | -25   | 3                | -2               | 0                       | 0                       | 22    | -27   |
| Jorge Wilstermann · Bolivia      | 1.ª           | 2014-15       | 43    | -37   | —                | —                | 2                       | -6                      | 45    | -43   |
| Jorge Wilstermann · Bolivia      | Total club    | Total club    | 43    | -37   | 0                | 0                | 2                       | -6                      | 45    | -43   |
| Deportes Antofagasta · Chile     | 1.ª           | 2015-16       | 31    | -36   | 4                | -6               | —                       | —                       | 35    | -42   |
| Deportes Antofagasta · Chile     | 1.ª           | 2016-17       | 13    | -19   | 2                | -2               | —                       | —                       | 15    | -21   |
| Deportes Antofagasta · Chile     | Total club    | Total club    | 44    | -55   | 6                | -8               | 0                       | 0                       | 50    | -63   |
| Bolívar · Bolivia                | 1.ª           | 2017          | 42    | -38   | —                | —                | 4                       | -2                      | 46    | -40   |
| Bolívar · Bolivia                | Total club    | Total club    | 42    | -38   | 0                | 0                | 4                       | -2                      | 46    | -40   |
| Universidad Católica · Chile     | 1.ª           |               |       |       |                  |                  |                         |                         |       |       |
| Universidad Católica · Chile     | 1.ª           | 2018          | 30    | -25   | 2                | -3               | —                       | —                       | 32    | -28   |
| Universidad Católica · Chile     | 1.ª           | 2019          | 20    | -12   | 5                | -2               | 8                       | -18                     | 33    | -32   |
| Universidad Católica · Chile     | 1.ª           | 2020          | 33    | -34   | 1                | -2               | 12                      | -16                     | 46    | -52   |
| Universidad Católica · Chile     | 1.ª           | 2021          | 7     | -5    | —                | —                | 5                       | -6                      | 12    | -11   |
| Celta de Vigo · España           | 1.ª           |               |       |       |                  |                  |                         |                         |       |       |
| Celta de Vigo · España           | 1.ª           | 2021-22       | 38    | -42   | 1                | -2               | —                       | —                       | 39    | -44   |
| Celta de Vigo · España           | Total club    | Total club    | 38    | -42   | 1                | -2               | 0                       | 0                       | 39    | -44   |
| Universidad Católica · Chile     | 1.ª           | 2022          | 15    | -14   | 3                | -3               | —                       | —                       | 18    | -17   |
| Universidad Católica · Chile     | 1.ª           | 2023          | 15    | -21   | 2                | -1               | 1                       | -3                      | 18    | -25   |
| Universidad Católica · Chile     | Total club    | Total club    | 120   | -111  | 13               | -11              | 26                      | -43                     | 159   | -165  |
| Fatih Karagümrük SK Turquía      | 1.ª           | 2023-24       | 11    | -13   | —                | —                | —                       | —                       | 11    | -13   |
| Fatih Karagümrük SK Turquía      | Total club    | Total club    | 11    | -13   | 0                | 0                | 0                       | 0                       | 11    | -13   |
| Elche C. F. · España             | 2.ª           | 2024          | 13    | -9    | —                | —                | —                       | —                       | 13    | -9    |
| Elche C. F. · España             | Total club    | Total club    | 13    | -9    | 0                | 0                | 0                       | 0                       | 13    | -9    |
| Total carrera                    | Total carrera | Total carrera | 411   | -442  | 24               | -26              | 32                      | -51                     | 466   | -519  |
| 1. 2. 3.                         |               |               |       |       |                  |                  |                         |                         |       |       |

### Resumen estadístico
| Competición                     | Partidos | Goles recibidos |
| ------------------------------- | -------- | --------------- |
| Primera División de Perú        | 37       | -56             |
| Primera División de Bolivia     | 104      | -100            |
| Primera División de Chile       | 164      | -166            |
| Primera División de España      | 38       | -42             |
| Superliga de Turquía            | 4        | -3              |
| Segunda División B de España    | 27       | -32             |
| Primera B Nacional de Argentina | 3        | -7              |
| Torneo Federal de Argentina     | 13       | -17             |
| Bolivia: Play-offs 1/2          | 3        | -2              |
| Copa Argentina                  | 1        | -3              |
| Copa Chile                      | 17       | -17             |
| Supercopa de Chile              | 2        | -2              |
| Copa del Rey                    | 1        | -2              |
| Copa Sudamericana               | 15       | -25             |
| Copa Libertadores               | 17       | -26             |
| Total                           | 446      | -500            |

## Palmarés

### Títulos nacionales
| Título             | Equipo                     | País    | Año     |
| ------------------ | -------------------------- | ------- | ------- |
| Primera División   | Club Bolívar               | Bolivia | 2017-AP |
| Primera División   | Club Bolívar               | Bolivia | 2017-CL |
| Primera División   | C. D. Universidad Católica | Chile   | 2018    |
| Supercopa de Chile | C. D. Universidad Católica | Chile   | 2019    |
| Primera División   | C. D. Universidad Católica | Chile   | 2019    |
| Primera División   | C. D. Universidad Católica | Chile   | 2020    |
| Supercopa de Chile | C. D. Universidad Católica | Chile   | 2020    |
| Primera División   | C. D. Universidad Católica | Chile   | 2021    |

### Distinciones individuales
| Distinción                                                              | Año  |
| ----------------------------------------------------------------------- | ---- |
| Mejor arquero por Revista El Gráfico Chile - ANFP                       | 2018 |
| Parte del Equipo Ideal de El Gráfico Chile - ANFP                       | 2018 |
| Mejor arquero de 2020 por Encuesta El Deportivo de La Tercera           | 2020 |
| Mejor arquero de 2020 por Encuesta El Deportivo de La Tercera           | 2020 |
| Botín de oro - Jugador Experto Easy por Revista El Gráfico Chile - ANFP | 2020 |
| Mejor jugador extranjero por Revista El Gráfico Chile - ANFP            | 2020 |
| Parte del Equipo Ideal de El Gráfico Chile - ANFP                       | 2020 |

### Capitán de Universidad Católica
| Predecesor: José Pedro Fuenzalida | Capitán de Universidad Católica 2023 | Sucesor: Fernando Zampedri |